# Solesmes (Sarthe)
Solesmes [sɔlɛm] ist eine französische Gemeinde mit 1.229 Einwohnern (Stand: 1. Januar 2022) im Département Sarthe in der Region Pays de la Loire. Sie gehört zum Arrondissement La Flèche und zum Kanton Sablé-sur-Sarthe. Die Einwohner werden Solesmiens und Solesmiennes genannt.
Die Gemeinde erhielt 2022 die Auszeichnung „Zwei Blumen“, die vom Conseil national des villes et villages fleuris (CNVVF) im Rahmen des jährlichen Wettbewerbs der blumengeschmückten Städte und Dörfer verliehen wird.

## Geographie
Solesmes liegt in der historischen Provinz Maine etwa 41 Kilometer westsüdwestlich von Le Mans an der Sarthe. Umgeben wird Solesmes von den Nachbargemeinden Juigné-sur-Sarthe im Norden, Avoise im Nordosten, Parcé-sur-Sarthe im Osten und Südosten, Vion im Süden  sowie Sablé-sur-Sarthe im Westen.

## Bevölkerungsentwicklung
| Jahr                       | 1962 | 1968 | 1975 | 1982 | 1990 | 1999 | 2006 | 2018 |
| Einwohner                  | 818  | 817  | 1003 | 1224 | 1277 | 1384 | 1338 | 1206 |
| Quellen: Cassini und INSEE |      |      |      |      |      |      |      |      |

## Sehenswürdigkeiten

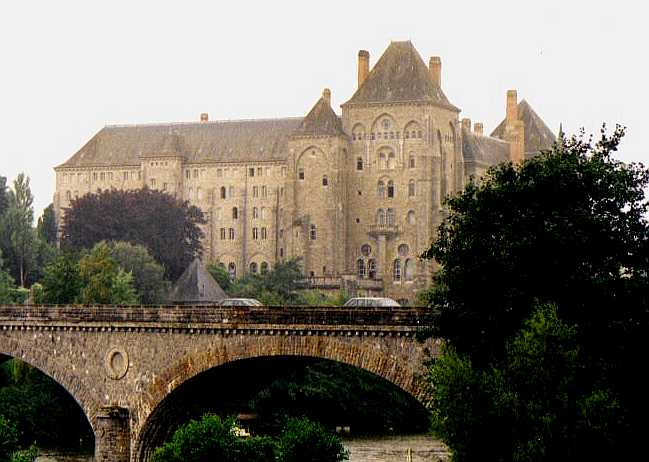
Abtei Saint-Pierre

- Abtei Saint-Pierre de Solesmes, 1010 gegründet, Klosterkirche ist seit 1875 als Monument historique klassifiziert
- Abtei Sainte-Cécile in Solesmes, Benediktinerkloster, 1866 gegründet, seit 1875 als Monument historique klassifiziert
- Kirche Notre-Dame aus dem 10./11. Jahrhundert, Umbauten im 13. und 19. Jahrhundert
- Kapelle Saint-Aquilin aus dem 12. Jahrhundert, Umbauten aus dem 19. Jahrhundert
- Kapelle Notre-Dame-du-Chêne, zwischen 1869 und 1875 neu errichtet. Zu ihrer Ausstattung gehören zahlreiche Objekte, die in der Base Palissy gelistet sind.
- Herrenhaus Beaucé aus dem 14. oder 15. Jahrhundert

## Persönlichkeiten
- Prosper-Louis-Pascal Guéranger (1805–1875), Benediktiner, erster Abt des wiederbegründeten Benediktinerklosters Abtei Saint-Pierre, verstorben in Solesmes
- Eugène Cardine (1905–1988), Benediktiner und Musikwissenschaftler, Begründer der Gregorianischen Semiologie, verstorben in Solesmes
- Pierre Reverdy (1889–1960), französischer Lyriker, verstorben in Solesmes
- François Fillon (* 1954), französischer Politiker (LR), Premierminister (2007–2012), Gemeinderat von Solesmes (2001–2012)
- Grégoire Cador (* 1961), römisch-katholischer Bischof von Coutances, in Solesmes geboren